# Helte
Helte is een plaats in de Duitse gemeente Meppen, deelstaat Nedersaksen, en telt volgens de gemeentewebsite 638 inwoners (31 december 2020).
Het van origine een agrarisch karakter hebbende plaatsje ligt aan de rivier de Hase, die er in de periode tot aan de Tweede Wereldoorlog regelmatig buiten haar oevers trad en overstroomde.
Aan de rand van het dorp ligt een klein wandelbos met een Waldgasthof genaamde , van een dierenparkje voorziene, uitspanning.
Zie voor meer, vooral geschiedkundige, informatie de hierboven aangehaalde pagina op de website van de gemeente Meppen.

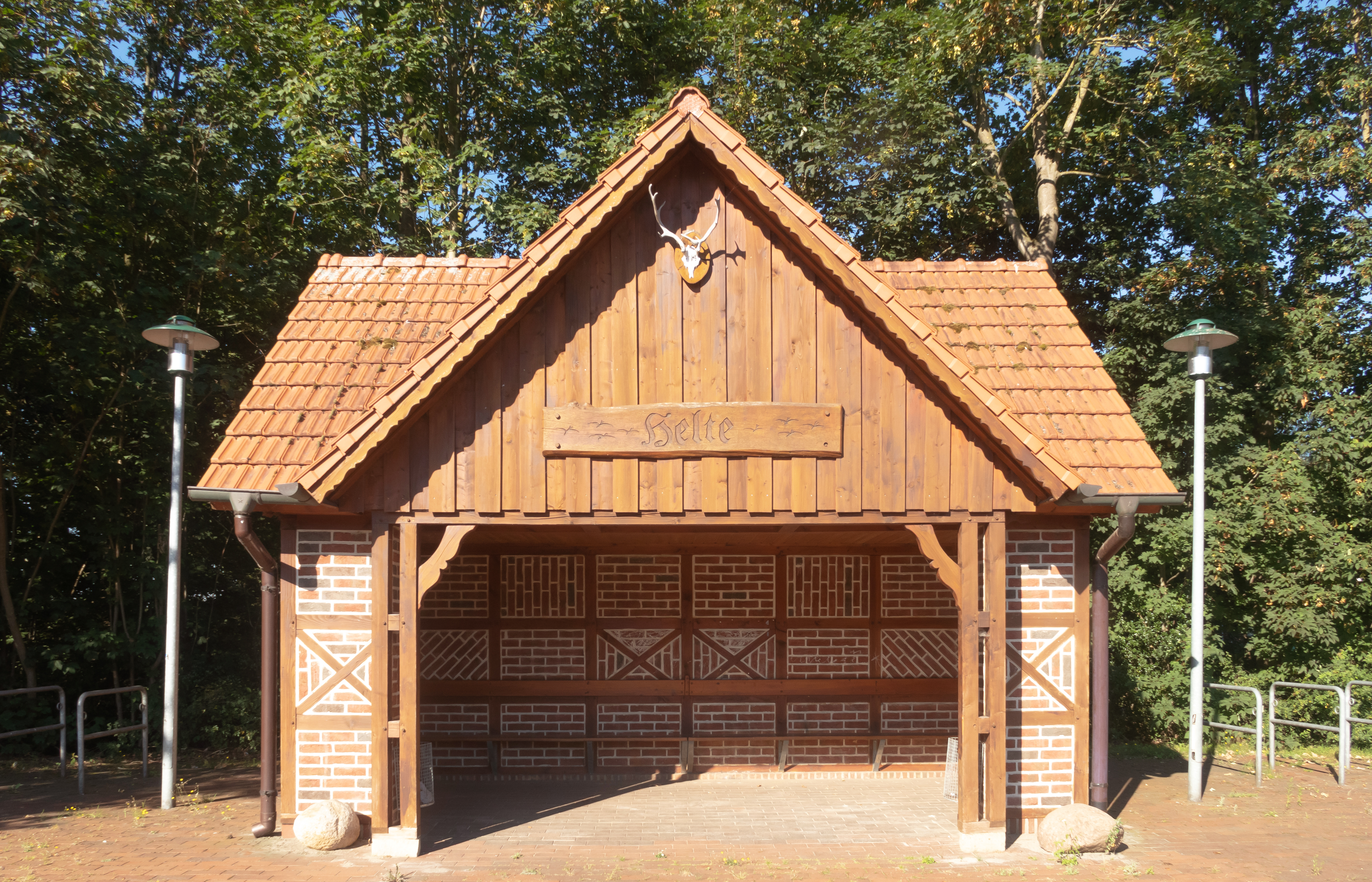
Meppen-Helte, bushalte